# Sergio Rodríguez Aguilera
Sergio Rodríguez (Aguascalientes, 26 de noviembre de 1995) es un futbolista mexicano que juega como mediocampista en el Club Sport Herediano de la Primera División de Costa Rica.

## Trayectoria

### Inicios
Sergio Rodríguez estuvo en las categorías inferiores del Atlas Fútbol Club durante ocho años. En dónde apenas pudo disputar cinco partidos con el primer equipo entre 2016 y 2017.. 
Posterior, pasaría por equipos de la Liga de Expansión MX y tercera división del fútbol mexicano. Tales como Club Deportivo Tepatitlán de Morelos, Mineros de Zacatecas y Inter Playa del Carmen, entre otros. En 2023 llegaría al fútbol costarricense en dónde primero militaria con Asociación Deportiva Guanacasteca. y después en 2025 con el Club Sport Herediano dónde salió campeón en ese mismo año. 

## Clubes
| Club                                 | País       | Año         |
| ------------------------------------ | ---------- | ----------- |
| Atlas Fútbol Club                    | México     | 2013-2017   |
| Alebrijes de Oaxaca                  | México     | 2017 - 2019 |
| Club Deportivo Tepatitlán de Morelos | México     | 2019 - 2020 |
| Mineros de Zacatecas                 | México     | 2021        |
| Tritones Vallarta MFC                | México     | 2021 - 2022 |
| Chihuahua Fútbol Club                | México     | 2022        |
| Inter Playa del Carmen               | México     | 2023        |
| Asociación Deportiva Guanacasteca    | Costa Rica | 2023-2024   |
| Club Sport Herediano                 | Costa Rica | 2025 - Act. |

## Palmarés

### Títulos nacionales
| Título                         | Club                | País       | Año  |
| ------------------------------ | ------------------- | ---------- | ---- |
| Liga de Ascenso de México      | Alebrijes de Oaxaca | México     | 2017 |
| Primera División de Costa Rica | C. S. Herediano     | Costa Rica | 2025 |